# Манглиси
Мангли́си (груз. მანგლისი) — посёлок городского типа (курортный посёлок) в Тетрицкаройском муниципалитете Грузии. Один из 113 древнейших городов страны и один из первых центров христианства в Грузии. В посёлке расположен Манглисский собор, построенный в 330-х годах.
Посёлок расположен в 63 (57) километрах к западу от Тбилиси на склонах Триалетского хребта на высоте 1204 метра над уровнем моря.

## Этимология
Современное название города выводят от сирийского maggəlā, которое в древнегрузинском языке превратилось в mangali и означало «серп». Грузинский исследователь Кетеван Кутателадзе предполагает, что это связано с древним культом Луны, элементы которого можно проследить в верованиях местного населения даже в эпоху христианства.

## История

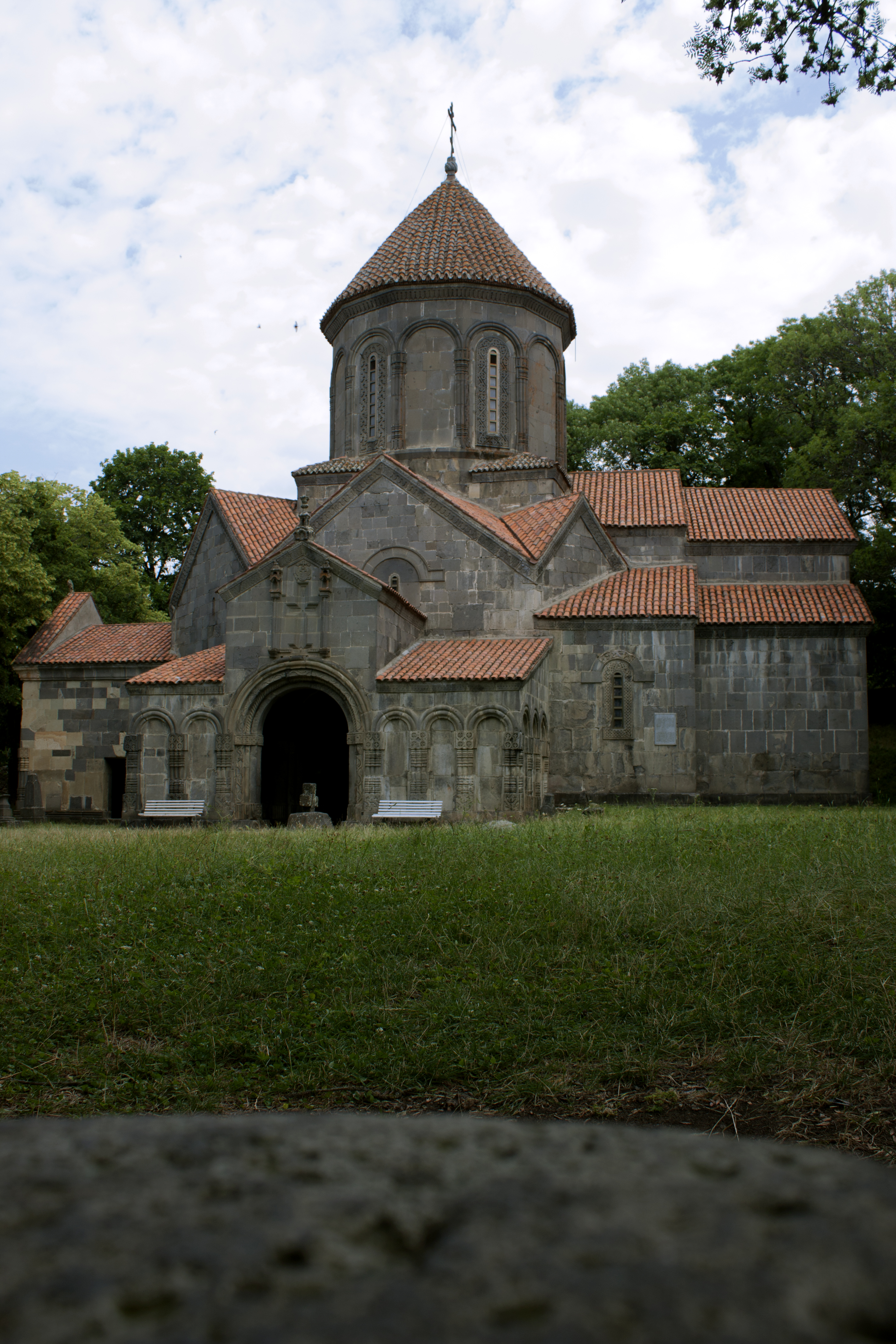
Манглисский собор

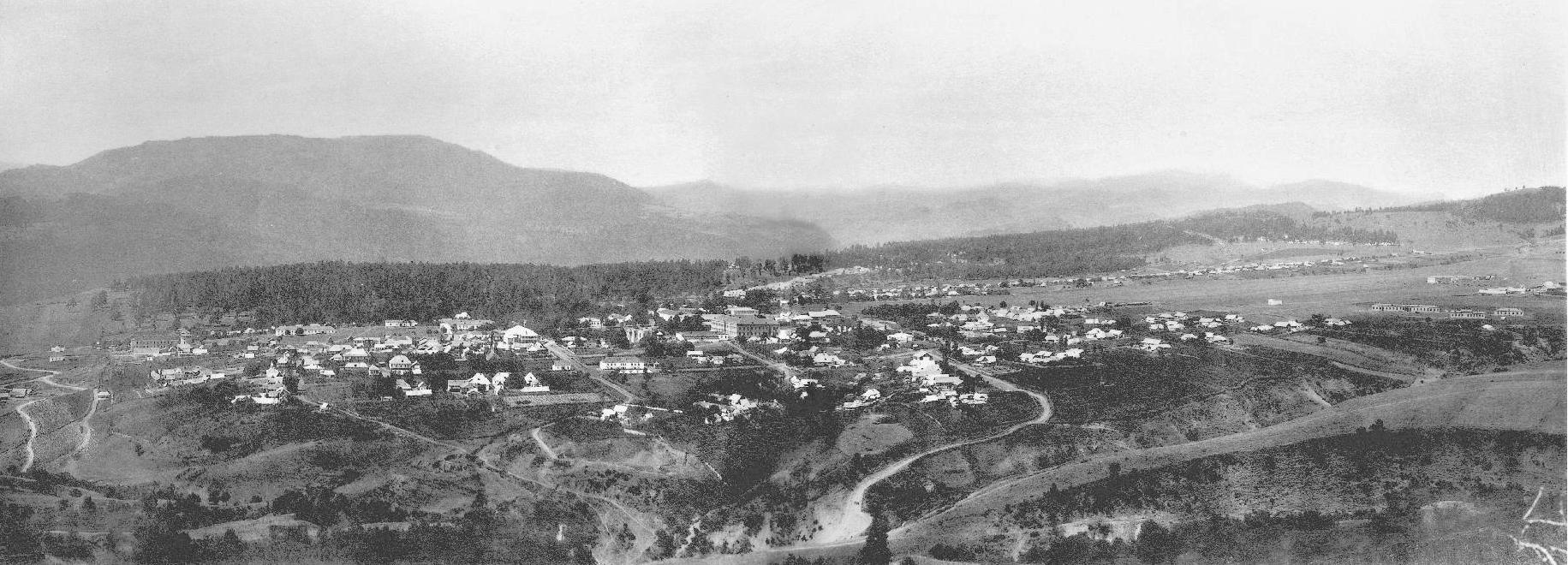
Вид Манглиси в 1891 году

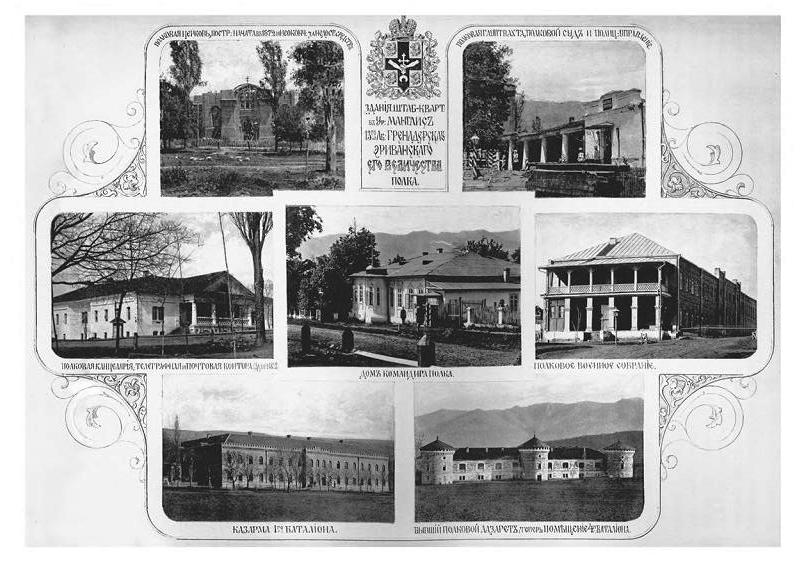
Городские дома, в которых был расквартирован Эриванский полк в 1892 году

Раскопки, проведённые в окрестностях Манглиси, свидетельствуют, что люди поселились в этой местности ещё в среднем бронзовом веке. Первые поселенцы были представителями курганной культуры. В ущельях близ Манглиси найдены памятники поздней бронзы и раннего железного века. В античные времена на месте современного города существовали два села — Земо и Квемо-Одзизи. К этому историческому периоду относят находки древнегреческих монет с изображениями зверей и птиц, а также браслет, найденный в некрополе.
Древнейшие письменные упоминания о Манглиси относят к IV веку. В грузинской хронике Картлис Цховреба («Жизнь Картли»), авторство которой приписываются историку Леонти Мровели, Манглиси упомянут вместе с Мцхетой и Ерушети как один из крупнейших городов тогдашнего края Картли. Когда грузинский царь Мириан III принял христианство, он послал к византийскому императору Константину I Великому делегацию с намерением привезти в родной край реликвии. Епископ Иоанн Картлийский, выполнив эту задачу, первый христианский храм построил именно в Манглиси, тем самым расстроив правителя, который хотел видеть реликвии в своей столице Мцхете. С тех пор Манглисский собор стал центром общественной жизни города. В V веке Вахтанг I Горгасали создал здесь отдельную епархию. В течение почти двух веков в Манглиси прибывали паломники даже из-за рубежа, в частности, из Армении. Раскол между грузинской и армянской церквями в 607—608 годах положил конец массовому поклонению, а в 620-х годах император Ираклий I забрал из Манглисского собора и его главную святыню — частицу Животворящего Креста. После этого Манглисская епархия и городок в целом вступили в период медленного упадка.
В середине VIII века долины вокруг Манглиси принадлежали роду Джуаншериани, одной из ветвей династии Хосроидов, позже перешли в собственность рода Липаритиди. Во время турецкого нашествия окрестности посёлка были разорены, в них почти не осталось оседлого населения, а турки-сельджуки пасли здесь скот. В 1121 году на горе Дидгори, недалеко от Манглиси, произошла решающая битва между грузинским и турецким войском, которая принесла победу коренному народу. Однако свободная жизнь продолжалась недолго. Вторжение Тамерлана в Грузию надолго оставило Манглисский край в руинах. Ещё в 1770 году Манглисская епархия значилась в списке разорённых.
Завоевание Кавказа Российской империей оживило жизнь посёлка. Во-первых, в 1823 году русский генерал Алексей Ермолов расквартировал в Манглиси Эриванский 13-й лейб-гренадерский полк. Во-вторых, в 1850—1862 годах был отреставрирован Манглисский собор, который до 1918 года оставался полковой церковью. Постоянное присутствие военных привлекало в Манглиси русскую интеллигенцию. Сюда приезжали на лечение или просто на отдых, спасаясь от летней жары Тбилиси. Таким образом, с конца XIX столетия Манглиси начинает развиваться как горноклиматический курорт.
В начале XX века посёлок вновь на короткое время оказался в центре военных действий. Именно здесь началось Августовское восстание, возглавляемое
Кайхосро Чолокашвили. 29 августа 1924 года повстанцы обстреляли казармы Красной армии в Манглиси, однако их сопротивление оказалось безрезультатным. В 1926 году тогдашнем посёлку присвоен статус дабы. До 1953 года в Манглиси построили несколько санаториев, в том числе туберкулёзный. Вторая половина XX века стала периодом расцвета как курортного дела, так и экономики Манглиси целом. Ряд вооружённых конфликтов на севере Грузии в конце XX — начале XXI веков привёл к оттоку русского населения и уменьшению численности жителей города. С 2010-х годов Манглиси развивается уже не только как курорт, но и как туристический центр, где акцент делают на культурном наследии Грузии.

## Климат
В Манглиси умеренный мягкий климат: почти отсутствуют ветра, большое количество солнечных дней, среднегодовая температура +8,7 °С, средняя летняя температура +18,4 °С. Здесь был организован горноклиматический курорт, в 1953 году имелись несколько санаториев и пионерских лагерей. Комфортный климат и наличие сосновых рощ способствовал лечению больных астмой. Местное население занималось садоводством и животноводством. На период 1988 г. численность крупного рогатого скота достигала 500 голов. В окрестностях Манглиси протекает река Алгети. На одном из её обрывистых берегов сохранилась легендарная пещера Арсена (местного Робин Гуда). На севере от посёлка возвышается красивая гора Шихан.

## Население
Расположение Манглиси в густонаселённом кавказском регионе неподалёку от торговых и военных путей обусловило этническое разнообразие его жителей. Коренное население древнего посёлка составляли грузины. В античную эпоху здесь жили греческие переселенцы, незначительная часть которых осталась и после исчезновения греческих колоний. Кроме них, в Манглиси в разные периоды постоянно проживали армяне и осетины. С XIX века в посёлке заметно выросла доля русского населения как за счёт военных, так и за счёт мирных переселенцев (молокан), некоторое время они даже составляли этническое большинство. После Польского восстания на Кавказ были отправлены в ссылку поляки, часть которых также поселилась в Манглиси. Кроме того, в посёлке постоянно регистрировали незначительную долю евреев. Значительный отток русских произошел во время Южноосетинской войны. Например, перепись 1970 года показала, что в Манглиси в то время было 75 % грузин, 12 % русских, 8 % греков, 3 % армян и 2 % других этнических меньшинств (азербайджанцев, курдов, евреев). А в 1999 году основными этническими группами в Манглиси были грузины (65 %), греки (14 %) и армяне (12 %). Согласно переписи населения Грузии 2014 года, грузины в Манглиси составляли 88 %, армяне 5 %, русские 4 %, греки 1 %.
По вероисповеданию жители Манглиси также были неоднородны. Грузины и русские вместе составляли православное большинство, кроме них в городке в разные периоды жили католики, иудеи, мусульмане и последователи армянской церкви.

## Известные люди

### В поселке родились
- Баблоев, Сурен Исаакович (1918—1979) — хоровой дирижёр, народный артист СССР (1978)[8].
- Зыбин, Станислав Фёдорович (1941—2013) — государственный и политический деятель, доктор исторических и юридических наук, ректор Санкт-Петербургской юридической академии, академик РАЕН, депутат Законодательного собрания Санкт-Петербурга, судья Уставного суда Санкт-Петербурга.
- Павлов, Леонид Николаевич (1909—1990) — советский архитектор.
- Фомин, Пётр Александрович (1906—1944) — капитан ВВС РККА, заместитель командира эскадрильи 312 штурмового авиаполка, один из «33 богатырей», советских пленных лётчиков, активных участников подпольного комитета в концлагере Шталаг2 (Лодзь), расстрелянных в Дахау 23 февраля 1944 года.
- Хандамиров, Михаил Фридонович — один из основоположников русистики в Швеции.